# La Gaillette
Le Centre technique et sportif de La Gaillette Gervais Martel ou CTS La Gaillette Gervais Martel est le centre d'entraînement et le centre de formation du Racing Club de Lens, situé à Avion dans le Pas-de-Calais.
Le nom du CTS est un hommage au passé minier du territoire, une gaillette étant le nom donné à un morceau de charbon destiné à un usage domestique.

## Histoire
En 1997, la direction du club envisage la construction d'un nouveau centre d'entraînement et de formation moderne pour le Racing Club de Lens afin de remplacer le centre de formation de l'avenue Van Pelt à Lens, jugé obsolète par Gervais Martel.
En 1998, le RC Lens est champion de France et qualifié, la saison suivante, pour la Ligue des champions. Ces deux événements permettent financièrement au club d'investir dans la construction du centre de formation dès 1999. En novembre 1999, la première pierre est posée, en présence de Daniel Percheron (Président du conseil régional du Nord-Pas-de-Calais), André Delelis (Maire de Lens), Jean-Paul Delevoye (Ministre de la Fonction publique) et Jean-Pierre Defontaine (ex-président du RC Lens).
Le CTS est inauguré le 10 octobre 2002, en présence de Gervais Martel, Jean-François Lamour (Ministre des Sports et de la Jeunesse), Frédéric Thiriez (président de la Ligue de football professionnel) et Claude Simonet (président de la Fédération française de football).
En mai 2013, l'équipe U13 du Racing Club de Lens remporte la finale nationale de la Danone Nations Cup au stade Vélodrome en présence de Zinédine Zidane et se qualifie pour le tournoi international où ils représenteront la France.
En septembre 2013, l'équipe U13 du Racing Club de Lens représente la France au tournoi international. Le tournoi se déroule à Londres, en Angleterre, dans le stade de Wembley et réunit 32 équipes de pays différents. Au cours du tournoi, les jeunes Lensois battent l’Argentine (2-0), le Mexique (2-1) et le Japon (1-0) avant de gagner la finale aux tirs au but contre le Brésil.
Le 4 décembre 2024, jour symbolique de la Sainte-Barbe, la fête des mineurs et des sapeurs pompiers, Joseph Oughourlian annonce que La Gaillette portera désormais le nom de l'iconique Président du Racing Club de Lens, Gervais Martel qui fut à l'origine de sa construction.

## Présentation
Le complexe regroupe de nombreux secteurs d’activités du club comme le centre d'entraînement des professionnels et de l'équipe première féminine, centre de formation et locaux administratifs.
Le complexe s'étend sur 22 hectares et comporte 15 terrains, dont le dôme Éric Sikora abritant un terrain synthétique en cas de mauvaise condition météorologique. Quant au bâtiment principal, celui-ci renferme des bureaux administratifs, des vestiaires, une salle de musculation, des espaces de soins, une salle de restauration, des chambres d’internat pour les jeunes du centre de formation ainsi qu'un amphithéâtre de plus de 200 places permettant d’organiser des conférences de presse.
Grâce à ces infrastructures, le Racing Club de Lens devient un centre de formation renommé en France au cours des années 2000 et 2010. En 2023, la Fédération française de football émet un rapport sur l'efficacité des centres de formation en France. La Gaillette obtient une note de 2,83 sur 5.

### Coût
Le coût du domaine fut évalué, lors de son inauguration, aux alentours de 14,00 M€.
Concernant les 22 hectares de terrains, la ville d'Avion se serait contentée d'une vente avoisinant 120 000€.

### Organigramme
- Coordinateur sportif :
- Directeur de l’académie et responsable de l’école de football :
- Responsable de la post formation :
- Responsable du recrutement de l’académie : Alaeddine Yahia
- Responsable de la préformation :

National 3 :
- Entraîneur : Vincent Carlier
- Entraîneur adjoint : Walid Mesloub
- Responsable développement et performance de la formation : Jonathan Catalano
- Responsable projet des gardiens de but :

## Formation

### Premiers joueurs issus de La Gaillette en professionnel
Après son inauguration, le club ne réussit pas immédiatement à produire des talents majeurs. Entre 2002 et 2008, le club s'appuie majoritairement sur des recrutements extérieurs. Malgré cela, quelques espoirs français comme Adama Coulibaly et Alou Diarra rejoignent le club après leur formation. Benoît Assou-Ekotto est considéré comme le premier joueur formé à La Gaillette à s'imposer dans l'équipe professionnel.
Ensuite, émerge des joueurs comme Jonathan Lacourt qui s'illustre comme milieu relayeur dès 2005.

### Fuite des talents
En 2007, Adel Taarabt et Gaël Kakuta, considérés comme des talents majeurs du RC Lens, quittent le club pour des raisons financières ou par manque de temps de jeu, impactant la politique de formation. Adel Taarabt rejoint Tottenham alors qu'il n'a disputé que deux matchs avec l'équipe professionnelle artésienne. Quant à Gaël Kakuta, il quitte le club avant même de fouler la pelouse du stade Bollaert et fera ses débuts avec le groupe professionnel qu'en 2020, après un retour remarqué au club, réalisant une saison avec 11 buts et 5 passes décisives.
En 2009, le club est en proie à des difficultés sportives et descend, de manière inattendue en Ligue 2. La même année, Timothée Kolodziejczak quitte prématurément La Gaillette pour rejoindre l'Olympique lyonnais.

### Difficultés financières et instabilités
À la fin des années 2000, le club va connaître une période d'instabilité financière et sportive jusqu'au milieu des années 2010. Cela poussera le club à exploiter sa formation. En 2008, le club fait confiance à Kévin Monnet-Paquet, puis à Serge Aurier en 2009 et à Raphaël Varane en 2010.
Des joueurs tels que Geoffrey Kondogbia, Thorgan Hazard, Jean-Philippe Gbamin, Wylan Cyprien ou encore Benjamin Bourigeaud émergeront de La Gaillette à l'aube des années 2010, permettant à Lens d'exploiter son centre de formation et d'assouplir ses finances lors de la vente de certains d'entre eux.

## Transferts
Ce tableau dresse la liste des transferts, dans le sens des départs, les plus onéreux pour le Racing Club de Lens concernant des joueurs formés à la Gaillette.
| No | Nom                    | Année | Club               | Prix     |
| -- | ---------------------- | ----- | ------------------ | -------- |
| 1  | Raphaël Varane         | 2011  | Real Madrid CF     | 11,00 M€ |
| 2  | William Bianda         | 2018  | AS Rome            | 6,00 M€  |
| 3  | Benoît Assou-Ekotto    | 2006  | Tottenham Hotspur  | 5,00 M€  |
| -  | Jean-Philippe Gbamin   | 2016  | 1. FSV Mayence 05  | 5,00 M€  |
| -  | Wylan Cyprien          | 2016  | OGC Nice           | 5,00 M€  |
| 6  | Nadir Belhadj          | 2008  | Portsmouth FC      | 4,50 M€  |
| -  | Modibo Sagnan          | 2019  | Real Sociedad      | 4,50 M€  |
| 8  | Baptiste Guillaume     | 2015  | Lille OSC          | 4,00 M€  |
| -  | Adel Taarabt           | 2007  | Tottenham Hotspur  | 4,00 M€  |
| -  | Geoffrey Kondogbia     | 2012  | Séville FC         | 4,00 M€  |
| 11 | Benjamin Bourigeaud    | 2017  | Stade rennais FC   | 3,50 M€  |
| -  | Mounir Chouiar         | 2019  | Dijon FCO          | 3,50 M€  |
| 13 | Kévin Monnet-Paquet    | 2011  | FC Lorient         | 3,00 M€  |
| -  | Dimitri Cavaré         | 2014  | Stade Rennais FC   | 3,00 M€  |
| 15 | Simon Banza            | 2022  | SC Braga           | 2,96 M€  |
| 16 | Timothée Kolodziejczak | 2009  | Olympique lyonnais | 2,50 M€  |
| -  | Jeff Reine-Adélaïde    | 2015  | Arsenal FC         | 2,50 M€  |
| 18 | Jean-Kévin Duverne     | 2019  | Stade Brestois 29  | 2,00 M€  |
| -  | Jean-Ricner Bellegarde | 2019  | RC Strasbourg      | 2,00 M€  |
| 20 | Jimmy Kébé             | 2008  | Reading FC         | 1,80 M€  |
| 21 | Taylor Moore           | 2016  | Bristol City FC    | 1,75 M€  |
| 22 | Adil Hermach           | 2011  | Al-Hilal FC        | 1,70 M€  |
| 23 | Serge Aurier           | 2011  | Toulouse FC        | 1,30 M€  |
| 24 | Alexandre Coeff        | 2013  | Udinese Calcio     | 1,00 M€  |
| 25 | Jonathan Lacourt       | 2008  | Valenciennes FC    | 0,6 M€   |
| 26 | Thorgan Hazard         | 2012  | Chelsea FC         | 0,5 M€   |
| -  | Seïd Khiter            | 2008  | Valenciennes FC    | 0,5 M€   |
| 28 | Gaël Kakuta            | 2007  | Chelsea FC         | 0,115 M€ |

## Joueurs formés à La Gaillette
Au cours des années 2000 et 2010, le club a réussi à former un nombre important de joueurs ayant atteint le niveau professionnel.
(Les joueurs en gras sont toujours en activité.) 
| Nom                      | Parcours Junior au RCL | Parcours professionnel au RCL | Nombre de matchs professionnels au RCL | Club actuel              | Sélection                    |
| ------------------------ | ---------------------- | ----------------------------- | -------------------------------------- | ------------------------ | ---------------------------- |
| David Costa              | 2013 à 2020            | 2020 à 2025                   | 123                                    | Portland Timbers         | Portugal Espoirs (6)         |
| Benjamin Bourigeaud      | 2005 à 2013            | 2013 à 2017                   | 114                                    | Al-Duhail SC             | France U20 (2)               |
| Wylan Cyprien            | 2008 à 2012            | 2012 à 2016                   | 114                                    | Changchun Yatai          | France Espoirs (2)           |
| Kevin Monnet-Paquet      | 2002 à 2006            | 2006 à 2010                   | 112                                    | Retraite                 | France Espoirs (7)           |
| Jean-Kévin Duverne       | 2010 à 2016            | 2016 à 2019                   | 103                                    | FC Nantes                | Haïti (1)                    |
| Adil Hermach             | 2004 à 2006            | 2006 à 2011                   | 100                                    | Retraite                 | Maroc (24)                   |
| Simon Banza              | 2012 à 2015            | 2015 à 2022                   | 99                                     | SC Braga                 | RD Congo (10)                |
| Jean-Philippe Gbamin     | 2007 à 2013            | 2013 à 2016                   | 99                                     | FC Metz                  | Côte d'Ivoire (17)           |
| Samba Sow                | 2005 à 2008            | 2008 à 2013                   | 99                                     | Retraite                 | Mali (38)                    |
| Benoît Assou-Ekotto      | 1995 à 2003            | 2003 à 2006                   | 88                                     | Retraite                 | Cameroun (23)                |
| David Pollet             | 1997 à 2007            | 2007 à 2013                   | 80                                     | Wasquehal Football       | Belgique Espoirs (3)         |
| Jeanricner Bellegarde    | 2013 à 2016            | 2016 à 2019                   | 74                                     | Wolverhampton Wanderers  | France Espoirs (3)           |
| Gaël Kakuta              | 1999 à 2007            | 2020 à 2022                   | 69                                     | Sakaryaspor              | RD Congo (23)                |
| Mounir Diane             | 1998 à 2003            | 2003 à 2008                   | 65                                     | Retraite                 | Maroc (8)                    |
| Serge Aurier             | 2006 à 2009            | 2009 à 2012                   | 56                                     | Persépolis FC            | Côte d'Ivoire (93)           |
| Alexandre Coeff          | 2008 à 2010            | 2010 à 2013                   | 56                                     | Valenciennes FC          | France Espoirs (1)           |
| Mounir Chouiar           | 2007 à 2017            | 2017 à 2019                   | 50                                     | PFK Ludogorets           | France Espoirs (1)           |
| Jonathan Lacourt         | 2001 à 2005            | 2005 à 2008                   | 41                                     | Retraite                 | France U20 (5)               |
| Abdoul Ba                | 2009 à 2014            | 2014 à 2017                   | 40                                     | Sans club                | Mauritanie (52)              |
| Geoffrey Kondogbia       | 2004 à 2010            | 2010 à 2012                   | 40                                     | Olympique de Marseille   | France (5) Centrafrique (13) |
| Ismaël Boura             | 2014 à 2020            | 2020 à 2023                   | 37                                     | ESTAC Troyes             | Comores (1)                  |
| Baptiste Guillaume       | 2008 à 2013            | 2013 à 2015                   | 36                                     | Le Mans FC               | Belgique Espoirs (4)         |
| Aristote Madiani         | 2009 à 2014            | 2014 à 2017                   | 30                                     | UR La Louvière           | France U20 (2)               |
| Rémy Labeau-Lascary      | 2018 à 2023            | Depuis 2023                   | 28                                     | RC Lens                  | -                            |
| Jérémie Bela             | 2009 à 2012            | 2012 à 2014                   | 24                                     | Sans club                | Angola (3)                   |
| Seïd Khiter              | 1998 à 2003            | 2003 à 2008                   | 24                                     | Retraite                 | France U18 (5)               |
| Ange-Freddy Plumain      | 2008 à 2012            | 2012 à 2013                   | 24                                     | Hassania Agadir          | Guadeloupe (10)              |
| Raphaël Varane           | 2002 à 2010            | 2010 à 2011                   | 24                                     | Retraite                 | France (93)                  |
| Dimitri Cavaré           | 2010 à 2013            | 2013 à 2015                   | 23                                     | Esenler Erokspor         | Guadeloupe (5)               |
| Nadir Belhadj            | 1998 à 2002            | 2008 à 2009                   | 22                                     | Retraite                 | Algérie (54)                 |
| Charles Boli             | 2009 à 2019            | 2019 à 2022                   | 19                                     | Araz Nakhitchevan        | -                            |
| Modibo Sagnan            | 2012 à 2018            | 2018 à 2019                   | 19                                     | Montpellier HSC          | Mali (2)                     |
| Nicolas Saint-Ruf        | 2004 à 2012            | 2012 à 2014                   | 19                                     | AS Nancy-Lorraine        | Guadeloupe (4)               |
| William Rémy             | 2004 à 2008            | 2008 à 2012                   | 17                                     | Sans club                | France U19 (1)               |
| Stéphane Besle           | 2000 à 2003            | 2003 à 2005 - 2015 à 2016     | 16                                     | Retraite                 | -                            |
| Steven Joseph-Monrose    | 2003 à 2008            | 2008 à 2011                   | 16                                     | Sans club                | France Espoirs (6)           |
| Thorgan Hazard           | 2007 à 2011            | 2011 à 2012                   | 15                                     | RSC Anderlecht           | Belgique (47)                |
| Valentin Belon           | 2008 à 2014            | 2014 à 2021                   | 10                                     | Retraite                 | -                            |
| Taylor Moore             | 2009 à 2015            | 2015 à 2016                   | 10                                     | Bristol Rovers           | Angleterre U20 (6)           |
| Tom Pouilly              | 2010 à 2024            | 2024 à 2025                   | 10                                     | Pau FC                   | -                            |
| William Bianda           | 2014 à 2017            | 2017 à 2018                   | 9                                      | Stade lavallois          | France U19 (1)               |
| Arnaud Brocard           | 2002 à 2007            | 2007 à 2009                   | 9                                      | Retraite                 | -                            |
| Lesly Malouda            | 1998 à 2004            | 2004 à 2007                   | 9                                      | Retraite                 | Guyane (5)                   |
| Ayanda Sishuba           | 2018 à 2023            | 2023 à 2024                   | 8                                      | Stade rennais            | Belgique U19 (10)            |
| Ibrahima Baldé           | 2018 à 2021            | 2021 à 2024                   | 7                                      | Rodez AF                 | France U17 (1)               |
| Enzo Ebosse              | 2015 à 2017            | 2017 à 2019                   | 6                                      | Hellas Vérone            | Cameroun (2)                 |
| Tom Ducrocq              | 2012 à 2019            | 2019 à 2023                   | 5                                      | SC Bastia                | -                            |
| Anthony Rogie            | 2000 à 2012            | 2012 à 2013                   | 5                                      | Retraite                 | -                            |
| Martin Ekani             | 2001 à 2003            | 2003 à 2005                   | 4                                      | Retraite                 | -                            |
| Abdelhakim Omrani        | 2007 à 2008            | 2008 à 2012                   | 4                                      | Retraite                 | France U19 (1)               |
| Samuel Atrous            | 2001 à 2009            | 2009 à 2015                   | 3                                      | Wasquehal Football       | France Espoirs (1)           |
| Kyllian Antonio          | 2023 à 2025            | Depuis 2025                   | 3                                      | RC Lens                  | France U17 (5)               |
| Bilal Bari               | 2008 à 2018            | 2018 à 2019                   | 3                                      | Sans club                | Maroc Espoirs (2)            |
| Didier Desprez           | 2012 à 2019            | 2019 à 2021                   | 3                                      | Sans club                | France U20 (2)               |
| Ibrahima N'Diaye         | 1999 à 2002            | 2002 à 2004                   | 3                                      | Retraite                 | Qatar (14)                   |
| Frédéric Gaillard        | 1998 à 2006            | 2006 à 2009                   | 2                                      | Retraite                 | -                            |
| Quentin Lecoeuche        | .... à 2014            | 2014 à 2015                   | 2                                      | Wisła Płock              | -                            |
| Nolan Roux               | 2004 à 2008            | 2008 à 2009                   | 2                                      | Olympique Fourquésien    | France Espoirs (2)           |
| Brayann Pereira          | 2017 à 2021            | 2021 à 2022                   | 2                                      | NEC Nijmegen             | France U20 (8)               |
| Adel Taarabt             | 2001 à 2006            | 2006 à 2007                   | 2                                      | Sharjah FC               | Maroc (30)                   |
| Kamil Zayatte            | 2004 à 2005            | 2005 à 2007                   | 2                                      | Retraite                 | Guinée (46)                  |
| Anthony Bermont          | 2020 à 2024            | Depuis 2024                   | 1                                      | RC Lens                  | -                            |
| Nolan Bonte              | 2018 à 2022            | Aucun                         | 1                                      | Entente Feignies Aulnoye | -                            |
| Samuel Camille           | 2005 à 2008            | 2008 à 2009                   | 1                                      | Retraite                 | Martinique (7)               |
| Rayan Fofana             | 2019 à 2025            | Depuis 2025                   | 1                                      | RC Lens                  | -                            |
| Adrien Louveau           | 2012 à 2022            | 2022 à 2023                   | 1                                      | US Créteil               | -                            |
| Nsana Simon              | 2013 à 2018            | 2018 à 2020                   | 1                                      | Sans club                | -                            |
| Jonathan Varane          | 2009 à 2021            | 2021 à 2022                   | 1                                      | Queens Park Rangers      | -                            |
| Mehdi Abeid              | 2004 à 2011            | Aucun                         | 0                                      | Sans club                | Algérie (19)                 |
| Rachid Aït-Atmane        | 2003 à 2013            | Aucun                         | 0                                      | Saham Club               | Algérie U23 (3)              |
| Bilel Aït Malek          | 2013 à 2016            | Aucun                         | 0                                      | Club africain            | -                            |
| Yassin Ben Balla         | 2012 à 2019            | Aucun                         | 0                                      | Sans club                | -                            |
| Matar Coly               | 2002 à 2004            | 2004 à 2005                   | 0                                      | Retraite                 | -                            |
| Thomas Delaine           | 2001 à 2015            | Aucun                         | 0                                      | Le Havre AC              | -                            |
| Mohamed Diamé            | 2003 à 2006            | 2006 à 2007                   | 0                                      | Sans club                | Sénégal (35)                 |
| Djibril Diani            | 2013 à 2018            | Aucun                         | 0                                      | Charlotte FC             | France U16 (9)               |
| William Dutoit           | 2005 à 2008            | Aucun                         | 0                                      | Sans club                | -                            |
| Kandet Diawara           | 2012 à 2020            | Aucun                         | 0                                      | 1. FC Magdebourg         | Guinée (2)                   |
| Matthieu Fontaine        | ..... à 2008           | Aucun                         | 0                                      | Retraite                 | -                            |
| Medhy Guezoui            | 2007 à 2009            | 2009 à 2012                   | 0                                      | Arras FA                 | -                            |
| Anis Hadj Moussa         | 2018 à 2022            | Aucun                         | 0                                      | Feyernoord               | Algérie (2)                  |
| Bilal Hamdi              | 2004 à 2010            | 2010 à 2012                   | 0                                      | Retraite                 | Algérie U20                  |
| Jimmy Kébé               | 2002 à 2004            | 2004 à 2008                   | 0                                      | Retraite                 | Mali (1)                     |
| Koba Koindredi           | 2016 à 2019            | Aucun                         | 0                                      | FC Bâle                  | France U19 (9)               |
| Timothée Kolodziejczak   | 2000 à 2008            | Aucun                         | 0                                      | Paris FC                 | France U20 (15)              |
| Jonathan Martins-Pereira | 2002 à 2005            | 2005 à 2007                   | 0                                      | Retraite                 | France U20 (5)               |
| Fally Mayulu             | 2017 à 2020            | Aucun                         | 0                                      | Bristol City             | -                            |
| Formose Mendy            | 2006 à 2008            | Aucun                         | 0                                      | USV Nappersdorf          | -                            |
| Kévin Nakache            | 2006 à 2009            | Aucun                         | 0                                      | Villerupt-Thil           | -                            |
| Guillaume Plessis        | ... à 2003             | 2003 à 2005                   | 0                                      | Retraite                 | France Espoirs               |
| Jeff Reine-Adelaïde      | 2010 à 2015            | Aucun                         | 0                                      | Heracles Almelo          | France Espoirs (21)          |
| Fodé Sylla               | 2014 à 2023            | Depuis 2023                   | 0                                      | RC Lens                  | France U18 (4)               |

## Performances
Liste des performances et trophées remportés par les jeunes du centre de formation.
| Compétitions nationales | Compétitions internationales                |
| --- | ------------------------------------------- |
| - Coupe Gambardella (3) - Champion : 1957, 1958 et 1992. - Finaliste : 1979, 1983, 1993, 1995 et 2016. - Championnat de France U19 (1) - Champion : 2009. - Championnat de France U17 (5) - Champion : 1978, 1981, 1985, 1986 et 2012. - Finaliste : 1983 et 2009. | - Danone Nations Cup (1) - Champion : 2013. |